# William Boffelli
Pour les articles homonymes, voir Boffelli.
William Boffelli, né le 16 février 1993 à Roncobello, est un skieur alpiniste et coureur de fond italien spécialisé en skyrunning. Il a remporté la médaille de bronze aux championnats du monde de ski-alpinisme longue distance 2021 et est double champion d'Italie de skyrunning.

## Biographie
William Boffelli pratique le ski de fond durant sa jeunesse, initié par son grand-père. À l'âge de 15 ans, il découvre le ski-alpinisme puis intègre l'équipe nationale. Il se spécialise dans les épreuves par équipes de longue distance,.
Le 23 juin 2018, il prend part à sa première course de skyrunning lors de la nouvelle édition du Monte Rosa SkyMarathon avec l'expérimenté Franco Collé. Le duo mène la course de bout en bout pour remporter la victoire.
Le 22 mars 2019, il s'élance sur le Sellaronda Skimarathon avec Filippo Barazzuol. Le duo impose un rythme soutenu, bien décidé à viser la victoire. Continuant sur leur lancée, ils mènent la course de bout en bout et s'imposent en 2 h 56 min 59 s, signant un nouveau record de l'épreuve.
Le 12 mars 2021, il prend part à l'édition inaugurale des championnats du monde de ski-alpinisme longue distance courus dans le cadre de la Pierra Menta. Accompagné par Nadir Maguet, il prend un départ prudent. Le duo rattrape les Autrichiens Jakob Herrmann et Christian Hoffmann au col de la Forclaz puis parvient à les doubler pour remporter la médaille de bronze. En septembre, il s'élance au départ de la Rosetta SkyRace, qui fait office de championnats d'Italie de la discipline. Face à une concurrence relevée, il prend les devants et impose un rythme soutenu. Continuant sur sa lancée, il mène la course pour s'imposer et remporter le titre. Deux semaines plus tard, il domine la course This Is Vertical Race et remporte également le titre national de Vertical Sprint.
Le 10 avril 2023, il prend part aux championnats d'Italie de ski-alpinisme par équipes à Sella Nevea avec Alex Oberbacher. Le duo domine l'épreuve et s'impose aisément avec près d'un quart d'heure d'avance sur leurs plus proches poursuivants. Ils remportent ainsi le titre.
Le 31 mai 2025, une semaine après que Benjamin Védrines ait établi un nouveau record d'aller-retour au Mont-Blanc à skis en 4 h 54 min 41 s, William Boffelli se lance à son tour pour le même défi ayant été témoin de l'ascension du Français. Montant également à skis, William Boffelli atteint le sommet en 3 h 41 avec onze minutes d'avance sur le temps de Benjamin Védrines. Il effectue la descente dans le même temps de 1 h 2 et complète la boucle depuis l'église de Chamonix en 4 h 34 min 24 s, établissant un nouveau chrono de référence,.

## Palmarès en ski-alpinisme
- 2017
  -  du Trophée Mezzalama (avec Pietro Lanfranchi et Jakob Herrmann)
- 2018
  -  du Sellaronda Skimarathon (avec Rémi Bonnet)
- 2019
  -  de la Pierra Menta (avec Filippo Barazzuol)
  -  du Sellaronda Skimarathon (avec Filippo Barazzuol)
  -  du Trophée Mezzalama (avec Werner Marti et Martin Anthamatten)
- 2020
  -  de la Transcavallo (avec Alex Oberbacher)
- 2021
  -  aux championnats du monde de ski-alpinisme longue distance (Pierra Menta) (avec Nadir Maguet)
  -  de la Transcavallo (avec Jakob Herrmann)
- 2022
  -  de la Transcavallo (avec Jakob Herrmann)
  -  du MonterosaSkiAlp (avec Alex Oberbacher)
- 2023
  -  de la Transcavallo (avec Jakob Herrmann)
  -  du Sellaronda Skimarathon (avec Alex Oberbacher)
  -  du MonterosaSkiAlp (avec Alex Oberbacher)
  -  aux championnats d'Italie de ski-alpinisme par équipes (avec Alex Oberbacher)
- 2024
  -  de la Belle Étoile (avec Xavier Gachet)
  -  de la Transcavallo (avec Alex Oberbacher)
  -  du MonterosaSkiAlp (avec Alex Oberbacher)
  -  du Tour du Rutor (avec Nadir Maguet)
- 2025
  -  de la Transcavallo (avec Nadir Maguet)
  -  du Sellaronda Skimarathon (avec Alex Oberbacher)
  -  de l'Adamello Ski Raid (avec Alex Oberbacher)
  -  aux championnats d'Italie de ski-alpinisme par équipes (avec Alex Oberbacher)

## Palmarès en skyrunning
| no  | masculin           | Course                        | Longueur | Départ            | Temps           |
| --- | ------------------ | ----------------------------- | -------- | ----------------- | --------------- |
| 1re | Médaille d'or      | Monte Rosa SkyMarathon        | 35 km    | 23 juin 2018      | 4 h 39 min 59 s |
| 1re | Médaille d'or      | Monte Rosa SkyMarathon        | 35 km    | 22 juin 2019      | 4 h 51 min 58 s |
| 2e  | Médaille d'argent  | SkyMarathon Sentiero 4 Luglio | 42 km    | 7 juillet 2019    | 4 h 17 min 7 s  |
| 1re | Médaille d'or      | Matterhorn Ultraks Extreme    | 25 km    | 21 août 2020      | 3 h 23 min 32 s |
| 1re | Médaille d'or      | Monte Rosa SkyMarathon        | 35 km    | 19 juin 2021      | 4 h 45 min 58 s |
| 1re | Médaille d'or      | Matterhorn Ultraks Extreme    | 25 km    | 20 août 2021      | 3 h 14 min 39 s |
| 1re | Médaille d'or      | Rosetta SkyRace               | 22 km    | 5 septembre 2021  | 2 h 9 min 56 s  |
| 1re | Médaille d'or      | This Is Vertical Race         | 1,8 km   | 26 septembre 2021 | 34 min 5 s      |
| 1re | Médaille d'or      | Monte Rosa SkyMarathon        | 35 km    | 17 juin 2023      | 4 h 29 min 20 s |
| 3e  | Médaille de bronze | SkyMarathon Sentiero 4 Luglio | 42 km    | 2 juillet 2023    | 4 h 20 min 10 s |
| 2e  | Médaille d'argent  | Schlegeis 3000 Skyrace        | 34 km    | 22 juillet 2023   | 3 h 52 min 45 s |
| 2e  | Médaille d'argent  | Matterhorn Ultraks Extreme    | 25 km    | 25 août 2023      | 3 h 20 min 49 s |
| 2e  | Médaille d'argent  | Valgerola Vertical            | 5,5 km   | 2 septembre 2023  | 49 min 35 s     |
| 3e  | Médaille de bronze | Claro-Pizzo                   | 9,2 km   | 1er octobre 2023  | 1 h 37 min 45 s |
| 3e  | Médaille de bronze | Hochkönig SkyRace             | 31,6 km  | 1er juin 2024     | 3 h 19 min 59 s |
| 1re | Médaille d'or      | Monte Rosa SkyMarathon        | 35 km    | 16 juin 2024      | 4 h 41 min 23 s |
| 2e  | Médaille d'argent  | Aosta - Becca di Nona         | 8,5 km   | 21 juillet 2024   | 56 min 19 s     |
| 1re | Médaille d'or      | Monte Rosa SkyMarathon        | 35 km    | 14 juin 2025      | 4 h 38 min 9 s  |
| 2e  | Médaille d'argent  | Walserwaeg Trail              | 43 km    | 19 juillet 2025   | 4 h 11 min 6 s  |